# Jan Józef Jałowiecki
Jan Józef Jałowiecki, pseud. J. z Bożeńców J. (ur. 6 maja 1817 w Iłukszcie, zm. 12 lutego 1885 w Krasławiu) – polski misjonarz, pisarz, historyk, artysta malarz.

## Życiorys
Urodził się 6 maja 1817 w Iłukszcie w Kurlandii, w rodzinie Franciszka i jego żony Heleny z domu Chmielewskiej jako jeden z czterech synów.
Uczył się w szkole powiatowej prowadzonej przez Zakon Księży Misjonarzy w Iłukszcie i w 1835 wstąpił do seminarium duchownego w Wilnie prowadzone przez ten zakon. W 1839 został wyświecony na subdiakona i przyjechał do Krasławia z którym związał się do końca życia. W latach 1839–1849 był prefektem w szkole powiatowej w Krasławiu prowadzonej przez jego zakon. Krótko uczył w seminarium duchownym w Krasławiu i po kasacie zakonu został proboszczem parafii w Krasławiu i następnie dziekanem dekanatu Dyneburg-Superior.
W r. 1858 otrzymał order św. Stanisława 3. kl., następnie order św. Anny  3. kl. i tytuł kanonika honorowego mohylewskiego.
Jałowiecki był również malarzem, obrazy jego były poświęcone tematyce religijnej. Nawiązał kontakt z Janem Matejko i przygotował projekt portretu św. Ludwika patrona kościoła w Krasławiu. Portret ten wykonali uczniowie Matejki - Izydor Jabłoński i Tomasz Lisiewicz.
Opublikował w czasopiśmie "Rubon" historię kościoła w Krasławiu. W "Przeglądzie Katolickim" zamieszczał relację z Inflant. W swoich korespondencjach ukazywał obecność Inflant polskich w tekstach historycznych. Przybliżał historię Dyneburga, Rzeżycy, Bebry, Dwety, Nidzgalu czy Arendolu oraz kościołów parafialnych w Kołupie, Liksnie, Murawce, Jasmujży, Nidermujży.
Zmarł 12 lutego 1885 w Krasławiu i pochowany został na tamtejszym cmentarzu w grobowcu swojej matki.